# Neu Lanschvitz
Neu Lanschvitz ist ein Ortsteil der Stadt Putbus im Landkreis Vorpommern-Rügen in Mecklenburg-Vorpommern.

## Geografie und Verkehrsanbindung
Neu Lanschvitz liegt südwestlich der Kernstadt Putbus. Unweit südlich verläuft die Landesstraße 29.